# 渡辺和也 (コンピュータ技術者)
渡辺 和也（わたなべ かずや、正字体：渡邊和也、1931年6月8日 - 2021年10月17日）は、日本のコンピュータ技術者。日本電気（NEC）在職当時に、マイコンキット「TK-80」やパーソナルコンピュータ「PC-8001」の開発販売を中心になって手がけたことで知られる。

## 来歴
1931年、長野県に生まれる。
山梨大学工学部電気工学科を卒業する。その後、国際電気（現・日立国際電気）で真空管式無線機の設計を約10年担当した。トランジスタなどのマイクロエレクトロニクスに惹かれ、1965年、それらを手がけていたNECに入社する。当初「半導体応用技術部」に所属した。
マイクロプロセッサが開発されてNECでも生産されるようになり、ICの検査システム担当だったところで販売部門の部長を命じられて拡販に当たる。マイコンチップが4ビットの時代には編み機やミシンにマイコンを組み込んだ製品をそれぞれのメーカーと共同で開発したりした。8ビットになるとどのような用途に売ればよいのかを模索し、マイコン教室も開いてみたが、座学では受講者の習得が進まないことに気づき、教材用キットとして開発したのがTK-80だった。1976年の販売後、秋葉原のラジオ会館内に「Bit-Inn」というマイコン専用のサービスルームを開設し、これらによりマイコンブームが起きる。渡辺はさらに本格的なパソコンを出すことを構想、社内の反対を説得して1979年にPC-8001をリリースし、NECがパソコン事業に参入するチームリーダーを務めた。
1981年以降はパーソナルコンピュータ事業部長、同社支配人、日本電気ホームエレクトロニクス専務取締役を経て、1990年にノベル日本法人社長、1997年に同会長に就任した。
1998年より社団法人コンピュータエンターテインメント協会（CESA）専務理事ならびにコンピュータエンターテインメントレーティング機構（CERO）理事となる。
2021年10月17日、死去。90歳没。